# Kecamatan Enggano
Kecamatan Enggano är ett distrikt i Indonesien.   Det ligger i provinsen Bengkulu, i den västra delen av landet, 500 km väster om huvudstaden Jakarta. Kecamatan Enggano ligger på ön Pulau Enggano.